# 十六国官制
十六国之中有十三个是少数民族建立的，他们既秉承了胡族的制度，官制又很大程度受中原影响，基本沿用魏晋官制。
刘渊的汉赵、石勒的后赵、慕容盛时期的后燕、冯跋的北燕都设立单于台制度，前秦、前燕、后秦、西秦、南凉、夏国在建立政权前后，统治者均有大单于之名。单于台属官有单于左右辅（汉赵、后燕）、左右贤王（前赵）、单于元辅（后赵）、单于辅相（前秦）、单于四辅（北燕）；部落以都尉统率。
中原官制与晋朝相似，最高有丞相、相国、八公（太宰或太师、太傅、太保、大司马、大将军、太尉、司徒、司空），都由重臣担任。最高行政机关是尚书省（尚书台），主持人是录尚书事，由重臣兼任。尚书省有尚书令、尚书仆射、诸曹尚书、尚书左丞、尚书右丞、尚书郎。西北五凉政权以王国体制不设尚书令、仆射，以尚书丞主持尚书台。中书省负责起草诏书，门下省负责发布诏书，尚书省负责接受诏令，对尚书省下各部门下达执行任务。列卿有太常、光祿勳、卫尉、太仆、廷尉、大鸿胪、宗正、大司农、少府、将作大匠、太后三卿、大长秋，均置丞、功曹、主簿等。御史台，由御史大夫或御史中丞负责，属官有殿中侍御史、侍御史、治书侍御史。
行政区划大多继承西晋，为州、郡、县三级制。在军队形式上大致同西晋兵制，具有中军、外军组织及都督、将领等职务。都城的长官沿用汉朝的称谓为尹，都尹有：
- 京兆尹：前秦、后秦，建都长安。
- 平阳大尹：309年前赵刘渊迁都于平阳郡。
- 魏尹：后赵、前燕，建都邺城。
- 中山尹：后燕，建都中山。
- 昌黎尹：后燕，慕容宝迁都龙城，龙城在昌黎郡，北燕沿用。
- 燕都尹：南燕，定都广固。
- 凉都尹：后凉，定都姑臧。
- 河南尹：后秦，洛阳的长官为河南尹。